# Sierieul
Sierieul (ros. Сереуль) – wieś (dieriewnia) w Rosji, w Kraju Krasnojarskim, w rejonie nazarowskim. W 2010 liczyła 199 mieszkańców.